# Bácsszentgyörgy
Bácsszentgyörgy là một thị trấn thuộc hạt Bács-Kiskun, Hungary. Thị trấn này có diện tích 14,73 km², dân số năm 2010 là 165 người, mật độ 11 người/km².